# Little Rock Challenger 2021
Il Little Rock Challenger 2021, nome ufficiale Little Rock Open 2021, noto anche come Baptist Health Little Rock Open 2021 per motivi di sponsorizzazione, è stato un torneo maschile di tennis giocato su campi in cemento all'aperto. È stata la 2ª edizione del torneo e ha fatto parte della categoria Challenger 80 nell'ambito dell'ATP Challenger Tour 2021. Si è giocato dal 31 maggio al 6 giugno 2021 al Rebsamen Tennis Center di Little Rock, negli Stati Uniti.

## Partecipanti

### Teste di serie
| Nazionalità     | Giocatore            | Ranking* | Testa di serie |
| --------------- | -------------------- | -------- | -------------- |
| Taipei cinese   | Jason Jung           | 160      | 1              |
| Stati Uniti     | Michael Mmoh         | 169      | 2              |
| Ecuador         | Emilio Gómez         | 179      | 3              |
| Stati Uniti     | Ernesto Escobedo     | 187      | 4              |
| Stati Uniti     | Mitchell Krueger     | 206      | 5              |
| Stati Uniti     | Thai-Son Kwiatkowski | 218      | 6              |
| Rep. Dominicana | Roberto Cid Subervi  | 237      | 7              |
| Stati Uniti     | Christopher Eubanks  | 240      | 8              |
| Canada          | Peter Polansky       | 242      | 9              |

- Ranking al 24 maggio 2021.

### Altri partecipanti
I seguenti giocatori hanno ricevuto una wild card:
- Zane Khan
- Ryan Harrison
- Oliver Crawford

Il seguente giocatore ha preso parte al torneo come alternate:
- Nick Chappell

I seguenti giocatori sono passati dalle qualificazioni:
- Alexis Galarneau
- Dayne Kelly
- Stefan Kozlov
- Zachary Svajda

## Punti e montepremi
| Torneo    | Torneo              | V     | F     | SF    | QF    | 2T  | 1T  | Q | Q2  | Q1  |
| Singolare | Punti               | 80    | 48    | 29    | 15    | 7   | 0   | 4 | 2   | 0   |
| Singolare | Premi in denaro ($) | 7 200 | 4 240 | 2 510 | 1 460 | 860 | 520 | – | 260 | 130 |
| Doppio    | Punti               | 80    | 48    | 29    | 15    | –   | 0   | – | –   | –   |
| Doppio    | Premi in denaro ($) | 3 100 | 1 800 | 1 080 | 640   | –   | 360 | – | –   | –   |

## Campioni

### Singolare
In finale  Jack Sock ha sconfitto  Emilio Gómez con il punteggio di 7–5, 6–4.

### Doppio
In finale  Nicolás Barrientos /  Ernesto Escobedo hanno sconfitto  Christopher Eubanks /  Roberto Quiroz con il punteggio di 4–6, 6–3, [10–5].